# Bruce C. Heezen

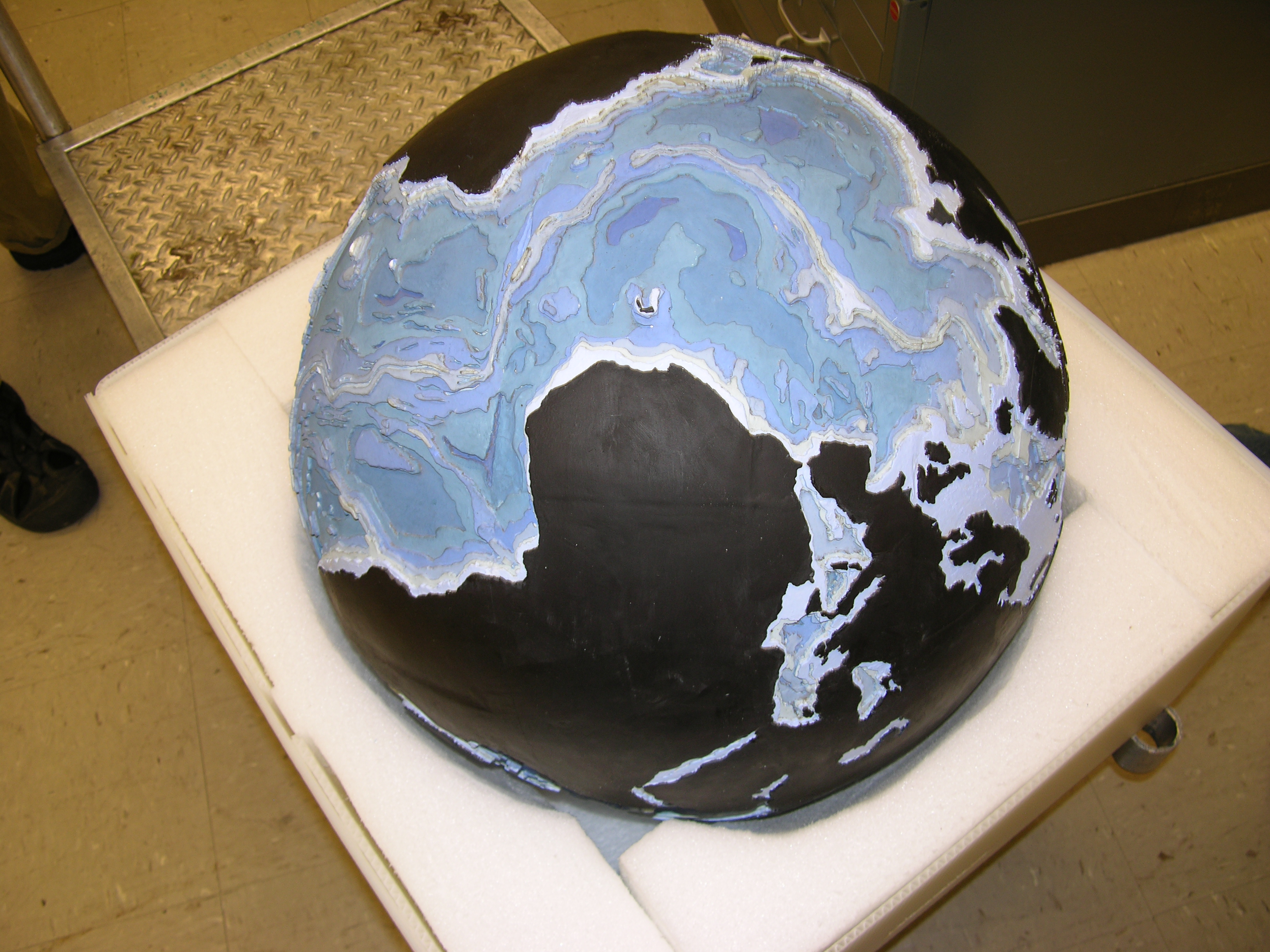
Bathymetrischer Globus hergestellt von Bruce C. Heezen und Marie Tharp

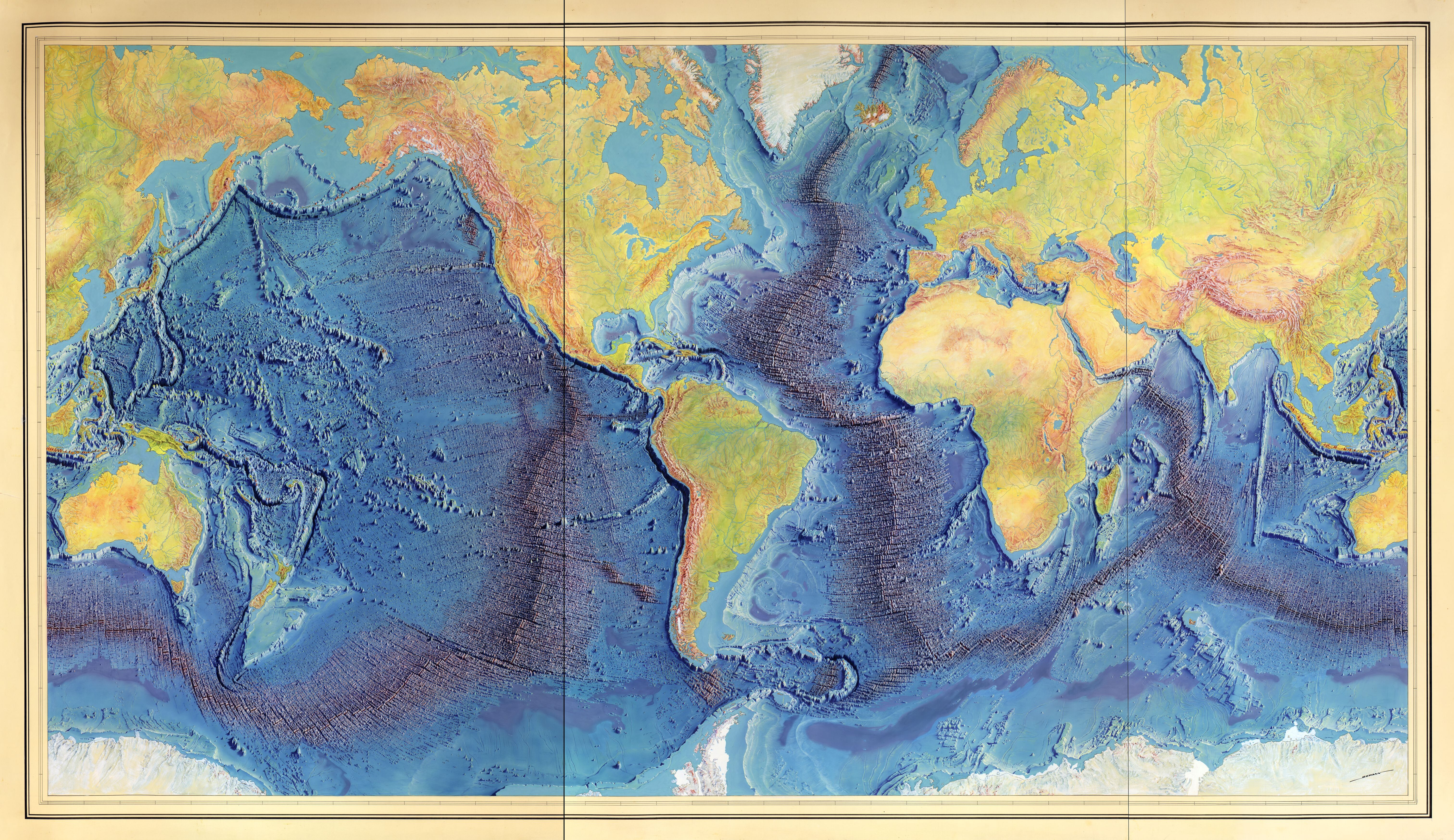
Weltkarte des Meeresgrund nach Heezen-Tharp gezeichnet von Heinrich C. Berann

Bruce Charles Heezen (* 11. April 1924 in Vinton, Benton County, Iowa; † 21. Juni 1977) war ein amerikanischer Geologe.
Heezen erlangte den Bachelor an der Iowa State University, 1952 den Master von der Columbia University und 1957 den Doctor of Philosophy. Er wurde vor allem als Leiter eines Teams, dem auch Marie Tharp angehörte, der Columbia University bekannt, welche den Mittelatlantischen Rücken in den 1950ern entdeckte und kartographierte, und vermaß auch die anderen mittelozeanischen Rücken („Heezen-Tharp physiographische Karten“). Die gemeinsam mit Marie Tharp erstellte Weltkarte zeigt das Relief der Kontinente und der Ozeanböden. Dies und viele andere Schriften Heezens waren für die Entwicklung der Theorie der Plattentektonik von großer Bedeutung. Bruce Heezen deutete 1960 die Entdeckung des Rift Valleys im Atlantik als Hinweis auf eine expandierende Erde.
1977 starb Heezen während einer Forschungsfahrt, auf der das Team den mittelozeanischen Rücken vor Island mit dem U-Boot NR-1 erforschte, an einem Herzinfarkt. Das ozeanographische Vermessungsschiff USNS Bruce C. Heezen (T-AGS-64) wurde 1991 nach ihm benannt. Entsprechendes gilt auch seit 1978 für den Heezen-Gletscher in der Antarktis.